# Rodrigo Blasco
Rodrigo Hernán Blasco González (Chillán, Ñuble, Chile, 16 de noviembre de 1968) es un exfutbolista chileno. Jugaba de defensa. Actualmente se encuentra avecindado en Punta Arenas, donde se dedica a negocios particulares.

## Clubes
| Club                            | País  | Año       |
| ------------------------------- | ----- | --------- |
| Universidad Católica            | Chile | 1988-1993 |
| → Rangers (cedido)              | Chile | 1989      |
| → Deportes Concepción (cedido)  | Chile | 1990      |
| → Deportes Antofagasta (cedido) | Chile | 1992      |
| Deportes Concepción             | Chile | 1993-1994 |
| Fernández Vial                  | Chile | 1995      |
| Ñublense                        | Chile | 1996-1998 |

## Palmarés

### Torneos nacionales
| Título    | Club                | País  | Año  |
| --------- | ------------------- | ----- | ---- |
| Primera B | Deportes Concepción | Chile | 1994 |